# Соловьёв, Павел Александрович
Па́вел Алекса́ндрович Соловьёв (26 июня 1917 года — 13 октября 1996 года) — советский и российский конструктор авиационных двигателей, основоположник газотурбинного двигателестроения в СССР. Член-корреспондент АН СССР по Отделению физико-технических проблем энергетики с 29 декабря 1981 года. Герой Социалистического Труда (1966), лауреат Ленинской премии и Государственной премии СССР.

## Биография
Павел Александрович Соловьёв родился 26 июня 1917 года в деревне Алекино (вошло в черту города Заволжска) Ивановской области в крестьянской семье. По данным метрической книги, опубликованным в 2017 году, П. А. Соловьёв родился в 1918 году.
В 1934 году окончил 9 классов средней школы и поступил в Рыбинский авиационный институт.
В апреле 1940 года поступил на работу в ОКБ-19 (сейчас — АО «ОДК-Авиадвигатель», Пермь).
В 1948 году он был назначен заместителем главного конструктора, в 1953 году — главным конструктором ОКБ-19, а в 1981 году — генеральным конструктором.
В 1960 году под руководством Соловьёва был разработан двигатель Д-20П для самолёта Ту-124, ставший первым в СССР двухконтурным турбореактивным двигателем. В последующие годы в КБ Соловьёва были разработан ряд двигателей для Ту-134, Ми-10, Ил-76, Ту-154, МиГ-31.
Его последней разработкой стал двигатель Д-90, который в 1987 году получил в его честь название ПС-90.
Соловьёв был профессором Пермского политехнического института и долгие годы работал заведующим кафедрой авиадвигателей.
Павел Александрович Соловьёв скончался в Перми 13 октября 1996 года.

## Память
- В честь Павла Соловьёва в Перми названа одна из улиц. В сквере у завода 26 июня 2007 года установлен памятник[3].
- Имя Соловьёва носит Рыбинский государственный авиационный технический университет. В Рыбинске в сквере у НПО «Сатурн» в 2001 году открыт памятник.
- 15 августа 2009 года одному из самолётов МиГ-31 авиационного гарнизона «Сокол» было присвоено почётное наименование — «Павел Соловьёв»[6]

## Награды и звания
За заслуги в развитии советского моторостроения в 1966 году Соловьёву было присвоено звание Героя Социалистического Труда.
Лауреат Государственной (1968) и Ленинской (1978) премии СССР. Заслуженный деятель науки и техники РСФСР (1973).
Павел Александрович был награждён:
- четырьмя орденами Ленина (1957, 1966, 1976, 1982),
- орденом Октябрьской революции,
- орденом Трудового Красного Знамени,
- орденом Красной Звезды,
- медалью За трудовую доблесть,
- двумя почётными грамотами Президиума Верховного Совета РСФСР,
- нагрудным знаком «Почётный авиастроитель».[3]
- Почётный гражданин Перми (1987 год).